# ورم كروكنبيرغ
ورم كروكينبرغ (بالإنجليزية: Krukenberg tumor)‏ هو ورم خبيث في المبيض ينشأ نتيجة الانتشار من موقع أساسي، عادة ما يكون الجهاز الهضمي، كما أنه يمكن أن ينشأ في أنسجة أخرى مثل الثدي. السرطان الغدي في المعدة (Gastric adenocarcinoma)، خصوصا في البواب، هو المصدر الأكثر شيوعا لورم كروكينبرغ. أورام كروكينبرغ (في أكثر من 80٪ من الحالات) توجد في كلا المبيضين، بما يتفق مع طبيعة انتشاره.

## تاريخ المرض
ورم كروكينبرغ سمى نسبة إلى فريدريك ارنست كروكينبرغ (1871-1946)،  الذي كان يعتقد انه نوع جديد من الأورام السرطانية الأولية في المبيض في عام 1896. ولكن بعد ست سنوات اكتُشِف أن منشأه من الجهاز الهضمي، أي أنه ورم ثانوي وليس أولى.

## نسبة الحدوث
يمكن رؤية أورام كروكينبرغ في جميع الفئات العمرية. يبلغ متوسط أعمار المرضى حوالي 45 عاما. في معظم البلدان، السرطان الذي ينتشر إلى المبيض يمثل حوالي 1 إلى 2٪ من سرطانات المبيض. بينما النسبة المتبقية، فالمبيض نفسه هو الموقع الأولي للسرطان.ومع ذلك، تمثل أورام كروكينبرغ في اليابان نسبة أكبر من الأورام الخبيثة في المبيض، حوالي 20%، نتيجة لزيادة انتشار سرطان المعدة.